# Torneo de Marsella 2024
El Open 13 Provence 2024 fue un evento de tenis de la ATP Tour 250 serie. Se disputó en Marsella, Francia en el Palais des Sports de Marseille desde el 5 hasta el 11 de febrero de 2024.

## Distribución de puntos
| Modalidad            | Campeón | Finalista | Semifinales | Cuartos de final | 2ª ronda | 1ª ronda | Clasificados | 2ª ronda de clasificación | 1ª ronda de clasificación |
| Individual masculino | 250     | 165       | 100         | 50               | 25       | 0        | 13           | 7                         | 0                         |
| Dobles masculino     | 250     | 150       | 90          | 45               | 20       | 0        | -            | -                         | -                         |

## Cabezas de serie

### Individuales masculino
| Tenista               | Ranking | Preclasificado |
| Hubert Hurkacz        | 8       | 1              |
| Grigor Dimitrov       | 13      | 2              |
| Karen Khachanov       | 18      | 3              |
| Ugo Humbert           | 21      | 4              |
| Alejandro Davidovich  | 23      | 5              |
| Lorenzo Musetti       | 26      | 6              |
| Félix Auger-Aliassime | 30      | 7              |
| Jiří Lehečka          | 31      | 8              |

- Ranking del 29 de enero de 2024.[2]

### Dobles masculino
| Tenista                         | Ranking | Preclasificado |
| Jean-Julien Rojer Michael Venus | 37      | 1              |
| Harri Heliövaara John Peers     | 75      | 2              |
| Alexander Erler Lucas Miedler   | 76      | 3              |
| Yuki Bhambri Robin Haase        | 101     | 4              |

## Campeones

### Individual masculino
Ugo Humbert venció a  Grigor Dimitrov por 6-4, 6-3

### Dobles masculino
Tomáš Macháč /  Zhizhen Zhang vencieron a  Patrik Niklas-Salminen /  Emil Ruusuvuori por 6-3, 6-4